# Ischnochiton maorianus
Ischnochiton maorianus är en blötdjursart som beskrevs av Tom Iredale 1914. Ischnochiton maorianus ingår i släktet Ischnochiton och familjen Ischnochitonidae. Inga underarter finns listade i Catalogue of Life.